# Personalismo
Personalismo (česky: personalismus) je politický pojem, který se užívá v souvislosti s latinskoamerickou politikou respektive politickou kulturou. Pojem popisuje situaci, ve které dochází k oslavování, exponování či protežování postavy jednoho politického lídra v rámci dané politické strany nebo hnutí. V této situaci se potom postavě lídra podřizují zájmy, program nebo ideologie politické strany či dokonce v některých případech i ústavní pořádek dané země.
O personalismu se nejčastěji hovoří v souvislosti s některými latinskoamerickými politiky jako byli například Juan Perón, Hugo Chávez nebo Fidel Castro.
V některých případech se o personalismu hovoří také v souvislosti s caudillismem 19. století. Konkrétní personalismy jsou často označovány podle příjmení politika například jako chavismus (chavismo), menemismus (menemismo, podle Carlose Menema), kircherismus (kircherismo, podle Néstora Kirchnera) atp. a často dnes označují lídrovu politickou frakci a její ideologii.